# الرحيبة (المقاطرة)

تعديل مصدري - تعديل

الرحيبة هي إحدى قرى عزلة السود بمديرية المقاطرة التابعة لمحافظة لحج، بلغ تعداد سكانها 131 نسمة حسب تعداد اليمن لعام 2004.